# Zámbó Bence
Zámbó Bence (Celldömölk, 1989. augusztus 17. –) labdarúgó, középpályás. Zámbó tagja volt az egyiptomi 2009-es U20-as labdarúgó-világbajnokság U20-as magyar labdarúgó-válogatott keretének, amely bronzérmes lett.

## Pályafutása

### Klub
A játékos 2008. augusztus 23-án mutatkozott be az NB I-ben a Győri ETO FC felnőtt csapatában, a Kaposvári Rákóczi FC ellen.
2010 nyarán egy évre kölcsönbe az MTK csapatához került.
A következő években a Diósgyőri VTK, az MTK és a Kaposvár színeiben is pályára lépett NBI-es bajnoki mérkőzésen, majd az NB II-es tatabányában és Ajkában folytatta pályafutását. Rövid ausztriai kitérőt követően 2017 januárjában harmadosztályú Csornai SE tagja lett.

### Válogatottság
Zámbó tagja volt az egyiptomi 2009-es U20-as labdarúgó-világbajnokság U20-as magyar labdarúgó-válogatott keretének, amely bronzérmes lett.

## Sikerei, díjai

### Klubcsapatokkal
- Győri ETO:

2007-2008: Zámbó tagja volt a Győr bronzérmet szerzett keretének - NB I

### Válogatottal
- 2009-es U20-as labdarúgó-világbajnokság - (Egyiptom):bronzérem